# سيكو أوليسيه
سيكو أوليسيه (بالإنجليزية: Sekou Oliseh)‏ ولد في (5 يونيو 1990 في مونروفيا) لاعب كرة قدم ليبيري يلعب حاليا لصالح نادي الدرجة الأولى سسكا موسكو الروسي ومنتخب ليبيريا في مركز الوسط.

## روابط خارجية
- سيكو أوليسيه على موقع قاعدة بيانات كرة القدم.إي يو (الإنجليزية)
- سيكو أوليسيه على موقع ليكيب (الفرنسية)
- سيكو أوليسيه على موقع ناشيونال فوتبول تيمز (الإنجليزية)
- سيكو أوليسيه على موقع Soccerway.com (الإنجليزية)
- سيكو أوليسيه على موقع كووورة
- سيكو أوليسيه على موقع AS.com (الإسبانية)